# Захаржевский, Михаил Гордеевич
Михаил Гордеевич Захаржевский (укр. Михайло Гордійович Захаржевський; 1889, Сквира, Киевская губерния — август 1945, Волынская область) — советский разведчик, агент НКВД с 1924 года, известный под псевдонимами «Свой», «Таран», «Донец» и «Тарас». Один из участников борьбы против украинских националистов ОУН-УПА.

## Биография
Родился в 1889 году в Сквире Киевской губернии Российской империи.
Участвовал в гражданской войне на стороне УНР, был зампредом Таращанской управы УНР. После войны окончил Киевский кооперативный институт и стал работать бухгалтером. В 1924 году был завербован ОГПУ.
Во время Великой Отечественной войны внедрился в подполье ОУН(б) под псевдонимом «Донец» и начал работать на Днепропетровщине, раскрывая украинских националистов.
По линии НКГБ получил приказ вернуться в город Кривой Рог и внедриться в новые власти. В августе-сентябре 1941 года прибыл в Кривой Рог, где устроился инструктором-организатором сельскохозяйственной кооперации в городскую управу, затем стал руководителем городской подпольной сети ОУН(б). Для популяризации кооперативов печатал статьи в местной газете «Колокол», приобрёл репутацию преданного националиста, наладил связь с подпольем во главе с Д. Горбачёвым. С апреля 1942 года сотрудничал в распространении подпольной литературы, организации конспиративных квартир и т.д. О всех своих действиях сообщал Михаилу Пронченко, а после его гибели — нелегальному работнику НКГБ Олейнику.
В 1944 году возглавил фиктивный организационный центр ОУН («краевой провод»), который занимал пять округов Центральной Украины (Белоцерковский, Конотопский, Днепропетровский, Николаевский и Криворожский), и выманил около 200 человек.
Захаржевский был одним из участников агентурного дела № 5 «Карпаты» по борьбе с киевскими ячейками ОУН(б). После ареста Людмилы Фои и её вербовки НКВД (агент «Апрельская») Захаржевский (псевдоним «Таран») был «выдан» как лидер Белоцерковского антисоветского подполья, а осенью 1944 года сумел организовать арест боевиков «Оскилко» и «Тымиша», которые планировали теракты в Киеве и даже раздобыли оружие. В целях предотвращения его «раскрытия» Захаржевский остался на свободе для подготовки к дальнейшей борьбе против ОУН(б). В своих сообщениях он указывал, что ОУН-УПА пользуется поддержкой не только местного населения, но и даже помощью от США, Великобритании и Канады, где украинские общины осуществляют ярую антисоветскую пропаганду. Стараниями Захаржевского были выкурены ещё несколько боевиков, среди которых были братья Григорий («Гас») и Яков Скиба.
Летом 1945 года Захаржевский как глава киевской ячейки ОУН(б) «Тарас» вместе с «Апрельской» и двумя связными — Ниной Калуженко («Ирина») и Екатериной Миньковской («Евгения») — отправился на Волынь. Однако, ещё 2 мая 1945 года «Апрельская» раскрыла себя и сдалась СБ ОУН(б), перейдя на сторону бандеровцев и отправив НКВД дезинформацию о деятельности бандеровцев. В августе 1945 года Захаржевский, Калуженко и Миньковская, уверенные в чистоте «Апрельской», были похищены по приказу Николая Козака, одного из руководителей ОУН(б) на Волыни, и после пыток убиты.